# Tom Malone (football américain)
(en) Statistiques sur statscrew
Thomas Malone (né le 29 mars 1984 à Lake Elsinore) est un joueur américain de football américain.

## Enfance
Malone étudie à la Temescal Canyon High School. Il commence à jouer au football américain comme wide receiver avant de devenir punter, ayant un bon coup de pied.

## Carrière

### Université
Il est officiellement accepté par l'université de Californie du Sud durant le printemps 2002. Lors de sa première saison comme punter, il affiche une moyenne de 42,1 yards par punt sur soixante-deux dégagements. En 2003, il brise le record de yards en moyenne sur des punts avec 49 yards en moyenne. Il est un des prétendants au Ray Guy Award (meilleur punter de la NCAA) mais l'attaque des Trojans n'a pas trop de problème et Malone ne dégage qu'en moyenne de 3,6 fois par match, ce qui est très peu.
Beaucoup de supporters et de coéquipier (dont Matt Leinart) lancèrent une campagne appelé Malone4Heisman (Malone pour l'Heisman), montrant leur soutien à Malone. La compagne pris aussi le surnom de Malone The bomb. Lors de la saison 2004, il affiche la moyenne de 43,8 yards par dégagements sur quarante-neuf punts. Il se classe premier à ce classement de la conférence Pac-10 et neuvième sur tout le territoire. Il est demi-finaliste pour le Ray Guy Award et fait une très bonne performance lors du Orange Bowl 2005.
Lors de la pré-saison, Malone se blesse avant le début de la saison et s'entraîne peu à cause de sa blessure. La saison 2005 voit les Trojans marquaient, en moyenne, cinquante points par match et Malone ne fait que trente dégagements. Lors du dernier match de la saison, Malone n'entre à aucun moment du match contre les Bruins de Los Angeles/Californie dans un match où la Californie du Sud l'emporte sans trembler 66-19. Il sort diplômé en 2006 de science politique.

### Professionnel
Tom Malone n'est sélectionné par aucune équipe lors du draft de la NFL de 2006. Il signe le 5 mai 2006 comme agent libre non drafté avec les 49ers de San Francisco avant d'être remercié le 9 juillet. Le 20 décembre 2006, les Patriots de la Nouvelle-Angleterre le font signer dans leur équipe d'entraînement. En janvier 2007, le coéquipier d'université de Malone, Mario Danelo décède et l'entraîneur des Patriots Bill Belichick l'autorise et lui paye même le transport pour assister aux funérailles. Le 23 janvier 2007, il signe un nouveau contrat avec la Nouvelle-Angleterre. Pendant ce temps, les Patriots l'autorise à jouer pour l'équipe allemande du Thunder de Berlin, évoluant en NFL Europe.
Le 22 août 2007, il est libéré durant la pré-saison. Il revient en équipe d'entraînement le 10 septembre 2008 avant d'être libéré cinq jours plus tard. Le 26 novembre, il signe une nouvelle fois avec l'équipe d'entraînement. Il est libéré le 5 mai 2009 avant de revenir le 1er juin et d'être libéré le 1er août. En trois années chez les Patriots, il ne joue aucun match.
Le 13 février 2010, il signe avec les Seahawks de Seattle avant d'être libéré le 28 avril. Peu de temps après, il décide de se tourner vers la United Football League et signe avec les Mountain Lions de Sacramento. Il est nommé punter titulaire et reçoit le titre de joueur de l'équipe spéciale de la troisième journée de la saison 2010. Pour la saison 2011, il est déclaré meilleur punter de la saison.
Le 9 janvier, les Rams de Saint-Louis annonce la signature de Malone pour un contrat de réserve. Néanmoins, il reste seulement le temps du camp d'entraînement.

## Palmarès
- Mention honorable de la conférence Pac 10 2002
- Équipe de la conférence Pac 10 2003 et 2004
- Seconde équipe All-American 2003 selon l'Associated Press
- Demi-finaliste du Ray Guy Award 2003 et 2004
- Joueur de l'équipe spéciale UFL de la troisième journée de la saison 2010
- Meilleur punter de la saison 2011 de la UFL.